# 拍節

音楽における拍節（はくせつ、英: pulse）は、等しい間隔で打たれる拍の連なりを言う。音楽のテンポを決定づける要素であり、リズムを構成するための足場となる。拍節におけるひとつひとつの時点を拍（はく, beat）と言い、一般に人間の心拍や脈拍、もしくは歩行の一歩一歩に例えられる。

## 定義

メトリックレベル: 中央に基本的なリズムである「ビートレベル」が表示され、上の段に「ディヴィジョンレベル」下の段に「マルチプルレベル」が表示されます。

- 拍節は、必ずしもリズムの最速または最遅の周期ではないものの、それらの基本にあるものとして感じ取られる要素である。楽譜上では、4分音符として指定されることが最も多い。
- 音楽に内在する固定的な周期であり、ひとつひとつの拍が必ずしも常に実際の音によって示されているわけでない。

- 拍の長さは曲によって様々であり、ひとつの曲の中でも変化することがある。拍の周期の速さのことをテンポという。
- テンポが速すぎると持続音（ドローン）として感じられ、遅すぎると不連続な音として感じられる。連続した拍の周期が1秒辺り8~10より速い場合、または1.5秒～2秒より遅い場合、それらを拍節として知覚することができない。[1]

パルス（拍節）は「リズム」「ビート（拍）」「拍子」と関連し、区別される。
パルスは、規則的に繰り返される、正確に等価な（「区別のない」）一連の刺激の1つである。メトロノームや時計の刻みのように、脈拍は時間的連続体の中で等価な単位を刻む。... 規則的なの感覚は、一度確立されると、音が止まっても、聞き手の心と筋肉組織に継続する傾向があります。... 人間の心は、そのような等価な脈拍に何らかの組織化を課す傾向がある。...
パルスは、音楽体験の重要な部分である。パルスは拍子の存在に必要であるだけでなく「測定単位を確立するための基礎となるパルスがなければ拍子は存在し得ない」。常にではないにせよ、一般的にはリズム体験の基礎となり、それを強化する。
拍子は、多かれ少なかれ規則的に繰り返されるアクセント間のパルスの数を計測したものである。したがって、拍子が存在するためには、一連のパルスのうちいくつかが他のパルスに対してアクセントを付けられ、意識されるようにマークされている必要がある。拍子がこのように拍子の文脈で数えられる場合、それらは拍と呼ばれる。

— レナード・B・マイヤーとクーパー（1960）

## パルスグループ

### パルス
次はパルスの例である。左から右に時間が流れていて、刺激のあるタイミングを○で示す。
また、ここで示されている1つ1つの時点（〇）をビート（拍）という。
```
パルス
○　○　○　○　○　○　○　○　○　○　○　○
```

### 拍子
パルスの中で、アクセントのある拍が周期的に繰り返されると拍子が生まれる。拍子は、1つのアクセントが1つ以上の非アクセントをグループ化するリズムの構造に基づいて形作られ、合計いくつの拍で動いているかによって何拍子かを決める。
```
２拍子
●　○　●　○　●　○　●　○　●　○　●　○　
１　２　１　２　１　２　１　２　１　２　１　２　
```

```
３拍子
●　○　○　●　○　○　●　○　○　●　○　○
１　２　３　１　２　３　１　２　３　１　２　３　
```

## リズムとの違い
音楽におけるリズムは、常に音として表現されており拍節から外して演奏される可能性もある。そのため、訓練されていない聴衆がリズムと完全に一致するのは難しく感じられるかもしれない。一方、ほとんどの聴衆は、リズムのバリエーションにおいて拍が音として示されているか否かを問わず、均一にタップするだけで本能的に拍節に合わせることができる。

## その他
拍に重軽が生じる時、重である拍を「強拍（独 Niederschlag、英 downbeat）」、軽である拍を「弱拍（独 Auftakt、英 upbeat）」と呼ぶ。強拍は歩行の時の利き足、または踊りの重いステップに擬せられることが多い。ひとつの強拍とひとつまたはいくつかの弱拍との組み合わせが、規則的に繰り返す時、拍子（ひょうし）が生ずる。

### 拍節が存在しない音楽
一方、拍や拍子のない音楽も世界各地に見られる。雅楽などには、拍の伸縮率が奏者に委ねられているクロノメトリカルな拍子が存在する。モンゴル音楽におけるオルティンドーとボギン・ドーの区別は、拍子の有無を表すわかりやすい用語である。オルティンドー（長い歌の意）は拍子のない歌、ボギン・ドー（短い歌）は拍子に乗った歌である。